# 心の指すほうへ
『心の指すほうへ』（こころのさすほうへ）はgrramのミニ・アルバム。

## 概要
「悲しいほど 今日の夕陽 きれいだね」はytv制作・日本テレビ系「名探偵コナン」のエンディングテーマ。Chicago Poodleの花沢耕太がタイトル曲を含め、始めて楽曲提供した曲も収録。テレビ金沢「となりのテレ金ちゃん」「花のテレ金ちゃん」2月度エンディングテーマとして起用されているタイトル曲の「心の指す方へ」のプロモーションビデオは複数存在してしおり、通常のものと「"夢"CLIP（東京バージョン）」などがあり、「"夢"CLIP（大阪バージョン）」では久川実津紀が出ている他、1132人が出演したものもある。

## 批評
CDジャーナルは「GIZA studioらしい職人肌のポップス感は外さずに、バンド・サウンドは良い意味でラフで親しみやすい。女性ヴォーカルのハスキーな声質が珍しくて耳に残る」と評した。

## 収録曲
1. 心の指すほうへ
作詞：久川実津紀　作曲：花沢耕太　編曲：麻井寛史
2. 悲しいほど 今日の夕陽 きれいだね
作詞：氷水千晶　作曲：徳永暁人　編曲：岡本仁志
3. オレンジの空
作詞：久川実津紀　作曲：徳永暁人　編曲：麻井寛史
4. 君じゃない!私じゃない!
作詞：久川実津紀　作曲・編曲：岡本仁志
5. あなたがいない
作詞：久川実津紀　作曲・編曲：花沢耕太
6. 新しい朝は来る
作詞：久川実津紀　作曲：花沢耕太　編曲：麻井寛史